# Détroit de Clarence (Australie)
Pour les articles homonymes, voir Détroit de Clarence.
Le détroit de Clarence, Clarence Strait en anglais, est un détroit reliant la mer de Timor et le golfe de Van Diemen, dans le nord de l'Australie. Situé dans la région de Darwin, qui relève du Territoire du Nord, il est formé, au nord, par la côte méridionale de l'île Melville, tandis que le littoral nord du continent australien constitue son rivage sud.
Il est nommé, vers 1817, en l’honneur du Duc de Clarence et Saint Andrews par l’explorateur britannique Philip Parker King.

## Référence
1. ↑  The map of this part of the world bears many names conferred by Captain [Philip Parker] King in honour of his superior officers, patrons and pals. For example, Clarence Strait after the Royal Duke, Port Essington after Admiral Essington, Raffles Bay after Sir Stamford Raffles […] : Frank Clune, To the Isles of Spice with Frank Clune: A vagabond voyage by air from Botany bay to Darwin, Bathurst island, Timor, Java, Borneo, Celebes and French Indo-China, Angus and Robertson, 1944